# Amrapalia multimaculata
Amrapalia multimaculata là một loài tò vò trong họ Ichneumonidae.